# Sierra de Cuera
La sierra de Cuera es una sierra española de unos 30 km de longitud, a unos 6 kilómetros del litoral y prácticamente paralela a este. Está situada en los concejos asturianos de Cabrales, Llanes, Peñamellera Alta, Peñamellera Baja y Ribadedeva, sumando una superficie total de 14 994 ha. Aproximadamente 133 km² de su superficie forman el Paisaje Protegido de la Sierra del Cuera. Su punto culminante es el pico Turbina (1315 m).

## Vegetación

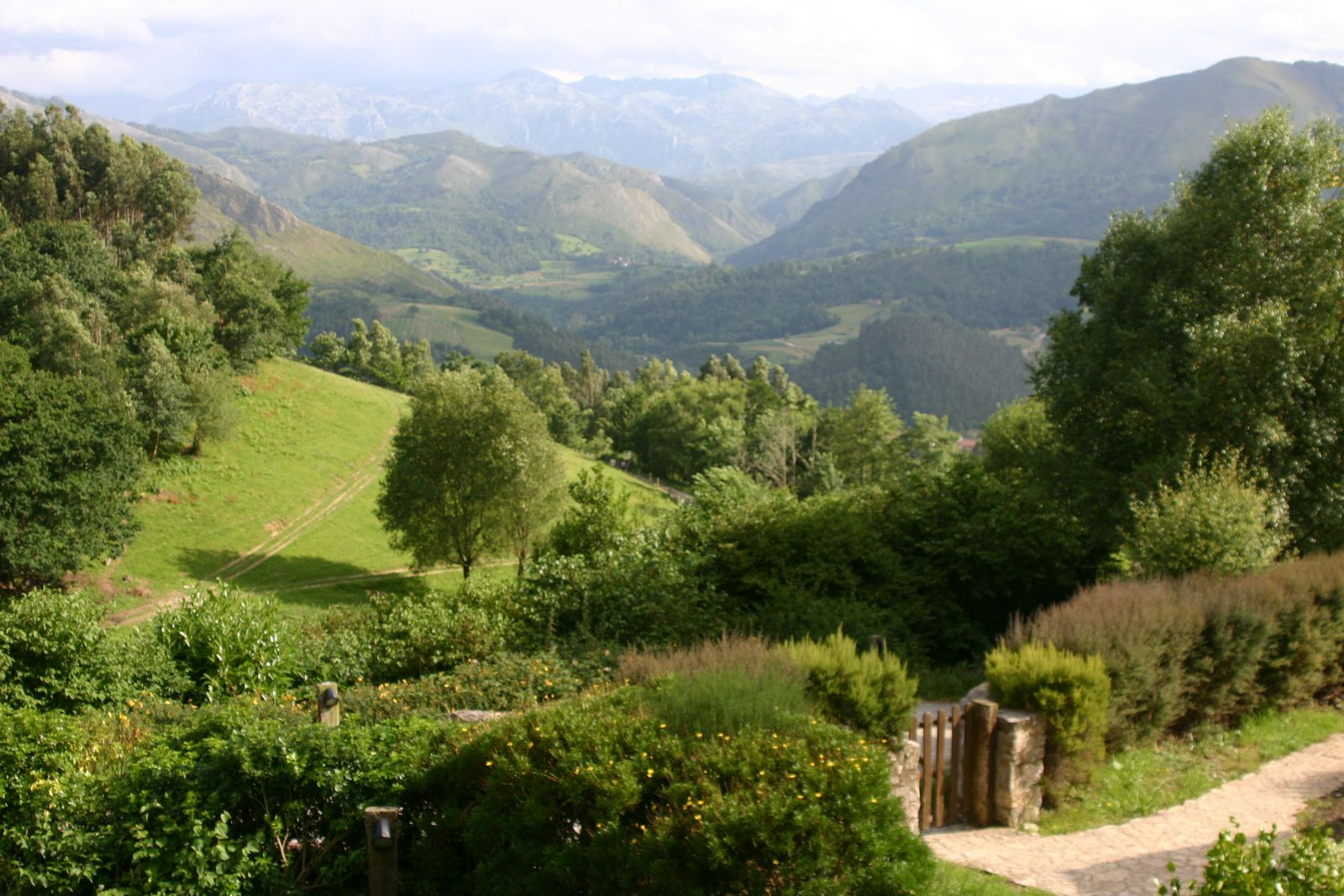
Vista de la sierra de Cuera desde la Montaña Mágica.

Entre los árboles predominan la encina, el roble y el haya. Al pie de la sierra de ambas vertientes se encuentran gran número de plantaciones de eucalipto y pino.

## Fauna
La fauna representativa son las rapaces, que aprovechan sus riscos de atalaya y zona de anidamiento, entre las que destacan el buitre leonado, el azor, el halcón peregrino y el alimoche. Entre los mamíferos cabe destacar el corzo y jabalí que se encuentran en buen número, así como el gato montés y el zorro. Actualmente habitan lobos en la sierra por la zona occidental de dicha sierra, principalmente por la zona de Puertas,  Asiegu, El Escobal y Pandiellu donde existe gran número de ganado y suelen ser frecuentes.